# Citòstoma
El citòstoma o «boca de la cèl·lula», és una obertura per on entren les partícules alimentàries a les cèl·lules amb membrana resistent especialitzades per a la fagocitosi. Generalment, té forma de microtúbul, embut o ranura. L'aliment va directament al citòstoma, i es guarda en els vacúols. Només certs grups de protozous, com els ciliats, per exemple els paramecis, i com els flagel·lats, per exemple els Euglenozoa, tenen citòstomes.